# Провінція Немуро
Провінція Немуро (яп. 根室国 — немуро но куні, «країна Немуро») — історична провінція Японії на острові Хоккайдо, яка існувала з 1869 по 1882. Відповідає сучасній області Немуро префектури Хоккайдо.

## Повіти провінції Немуро
- Менасі 目梨郡
- Немуро 根室郡
- Ноцуке 野付郡
- Сібецу 標津郡
- Ханасакі 花咲郡